# Koronczi Endre
Koronczi Endre (Budapest, 1968. május 25. –) Munkácsy Mihály-díjas magyar képzőművész, festő, grafikus, performer.

## Pályája
1990-ben a Magyar Képzőművészeti Főiskola sokszorosító grafikai szakán végzett, majd részt vett a Magyar Képzőművészeti Főiskola kétéves posztgraduális képzésében.
Munkássága első szakaszában a tárgyak, felületek, események, emberek, mozgások között létrejövő bonyolult és az idő dimenziójával árnyalt kapcsolatokat először festészeti eszközökkel vizsgálta, majd áttért eredetileg hétköznapi tárgyak használatára, illetve a hétköznapi helyzetek fotóval történő dokumentálására. 1997-ben Szinkron címmel a Budapest Galériában összegezte azt a műcsoportot, amely a tárgyak közelségét, érintkezését, súrlódását, egymásra hatását, egymást formálását vizsgálta szisztematikusan. Ezen szakasz emblematikus műve a zakókönyök által koptatott lambéria. A következő időben tárgyak és emberek közelségének emlékezetes művei a Testnyomatok címmel dokumentált hétköznapi nyomhagyások az emberi bőrön, baseballsapka nyoma a tar koponyán.

2003-tól újabb pályaszakasz kezdődött a Csettegő-szépségverseny public art esemény megrendezésével, a nyomhagyás vizsgálatának terepe a társadalmi mező, az emberek közti kapcsolat lett. Ezekben a munkáiban általában saját arcát, testét viszi vásárra. A Bianco projekt keretében, miközben arcképével telematricázta a várost, önmagát és művészetét ajánlotta fel reklámszolgálatként. A Gyenis Tiborral közösen készített Basic projekt "pszichotablóján" azokat az embereket gyűjtötte egy képre, akik fontos szerepet játszottak addigi életében, és megvizsgálta, vajon a művészet eszközeivel meddig feszítheti a személyesség határait. Extrém alvás című kísérletsorozatában pedig azzal próbálkozott, vajon egy felvétel kedvéért el tud-e bárhol, bármikor, akár a legkényesebb városi szituációban is aludni, ha akar. Performanszaiban és videóin általában valamilyen - hétköznapi szemszögből - abszurd feladatot tűz ki maga elé, hogy aztán a szituációt a maga által megszabott szabályrendszer mentén, művészeti eszközökkel próbálja meg feloldani vagy esetleg még feszültebbé tenni. Módszere a kitárulkozás és a folyamatos önreflexió: önarcképeiben és csoportportréin saját tükörképét figyeli, figyelteti.
2000-ben elindította az ikon.hu online szolgáltatást, mely a kortárs képzőművészeti intézmények számára lehetővé teszi, hogy a rendezvények időpontjait összehangolják, egymással egyeztessék.
2025-ben a Cserhalmi Luca kurátorral közösen benyújtott Pneuma Cosmic című kiállítástervével megnyerte a 61. Velencei Biennálé Magyar Pavilonjának pályázatát.

## Fontosabb művei
- Ploubuter Park
- A szél mögött
- Kikényszerített vallomás
- katt
- PopSzinergia
- ExtremeSleeping
- SelfEnemy
- BASIC (Gyenis Tiborral)
- epicene
- Self-Phantom-Portrait
- Csettegő-szépségverseny
- Bianco
- Megállított tenger
- ISTEN
- Konverter
- TAXI
- RealTimeWind
- Testnyomatok
- Róma projekt
- Szétnyílt Doboz
- Szinkron
- Önfestő képek

## Díjak és ösztöndíjak (válogatás)
- 2022 Munkácsy Mihály-díj
- A miskolci Országos grafikai biennálé díjazottja öt alkalommal.
- 2007 Irene & Peter Ludwig Díj (Association of Austrian Artists Künstlerhaus)
- 2001 Rotterdami ösztöndíj
- 2011 Stúdió Díj (Fiatal Képzőművészek Stúdiója Egyesület)
- 1997 Lisszaboni ösztöndíj
- 1994-1996 Római Magyar Akadémia ösztöndíja
- 1992-1995 Derkovits-ösztöndíj